# Tesseracme tetrapleura
Tesseracme tetrapleura är en blötdjursart som först beskrevs av Charles Hercules Boissevain 1906.  Tesseracme tetrapleura ingår i släktet Tesseracme och familjen Dentaliidae. Inga underarter finns listade i Catalogue of Life.